# Piotr Świerczewski
Piotr Jarosław Świerczewski (* 8. April 1972 in Nowy Sącz, Polen) ist ein ehemaliger polnischer Fußballspieler und aktueller Trainer.

## Laufbahn
Der defensive Mittelfeldspieler begann seine Karriere in seiner Geburtsstadt bei Sandecja Nowy Sącz und später bei Dunajec Nowy Sącz in der polnischen Amateurliga. 1989 wechselte er zu GKS Katowice in die Ekstraklasa. Hier spielte er insgesamt fünf Spielzeiten und wurde Nationalspieler. Im Jahre 1993 wechselte Świerczewski nach Frankreich zur AS Saint-Étienne. Für die AS Saint-Étienne, den SC Bastia und Olympique Marseille spielte er insgesamt zehn Spielzeiten in Frankreich (mit einem Jahr Unterbrechung bei Gamba Osaka in Japan) und erzielte 15 Tore in 278 Spielen in der Ligue 1.
2003 wechselte Świerczewski nach England zu Birmingham City. Hier konnte er aufgrund einer Verletzung allerdings nicht Fuß fassen und ging zur Winterpause nach Polen. Hier spielte er ab 2003 für Lech Posen, Cracovia, Korona Kielce, Groclin Grodzisk, Polonia Warschau und Łódzki KS in der Ekstraklasa und zum Abschluss seiner Karriere bei zwei Amateurvereinen.
Seit 2011 ist er auch als Trainer tätig, zuerst in der polnischen 2. Liga bei Znicz Pruszków und Łódzki KS, danach von 2012 bis 2013 bei Motor Lublin in der 3. Liga. Seit Mai 2014 ist er wieder Trainer bei Znicz Pruszków.

## Wissenswertes
Sein älterer Bruder Marek Świerczewski war ebenfalls Fußballspieler und spielte unter anderem für Wisła Kraków, GKS Katowice, SK Sturm Graz, FK Austria Wien und VfB Admira Wacker Mödling. Er spielte auch insgesamt sechsmal für die polnische Nationalmannschaft.

## Erfolge
- Olympische Silbermedaille (1992)
- UEFA Intertoto Cup (1997)
- Polnischer Pokalsieger (1991, 1993, 2004, 2007)
- Polnischer Ligapokalsieger (2007, 2008)
- Polnischer Supercupsieger (1992, 2004)